# Карпюк Андрій Миколайович
Андрі́й Микола́йович Карпю́к (нар. 11 грудня 1990, с. Суськ, Ківерцівський район, Волинська область, Українська РСР — 3 квітня 2015, м. Авдіївка, Донецька область, Україна) — український військовослужбовець, десантник, солдат Збройних сил України, учасник російсько-української війни, позивний «Звіробій».

## Короткий життєпис
Народився 1990 року в селі Суськ на Волині. Закінчив сільську загальноосвітню школу.
У зв'язку з російською збройною агресією проти України 31 серпня 2014 призваний за частковою мобілізацією, разом зі своїм двоюрідним братом Дмитром Степановим. Обох братів зарахували до лав 3-го батальйону 80-ї окремої аеромобільної бригади, в/ч А0284, м. Львів. Пройшли підготовку на Яворівському полігоні і вирушили на фронт. Ще до мобілізації брати товаришували, Андрій допомагав Дмитру у відкритті власної пилорами, разом ходили на полювання, і на фронті всюди були разом.
З листопада 2014 виконував завдання на території проведення антитерористичної операції на сході України, в Ясинуватському районі Донецької області — Піски, Тоненьке, Водяне, Опитне, брав участь у боях за Донецький аеропорт. Після підриву нового терміналу аеропорту російсько-терористичними угрупованнями виконував завдання в районі міста Авдіївка.
Наприкінці березня 2015, в складі батальйону, переведений до новоствореної 81-ї бригади. Солдат, водій 122-го окремого аеромобільного батальйону (в/ч пп В2250, м. Костянтинівка, Донецька область) 81-ї окремої десантно-штурмової бригади.
3 квітня 2015-го загинув унаслідок підриву на міні поблизу Авдіївки. Тоді ж загинули солдат Дмитро Степанов і капітан Юрій Чучалін, ще двоє десантників дістали поранень. 5 квітня від отриманих внаслідок підриву поранень помер солдат Дмитро Свідерський. Як розповів десантник Роман Чаровий, єдиний хто вижив, група у складі 4 бійців вийшла на бойове завдання разом із розвідниками в напрямку окупованого міста Ясинувата. Коли поверталися назад, підірвались на міні з «розтяжкою». Дмитро Степанов з посту побіг на допомогу, та теж підірвався на міні МОН. За три дні до того мали вийти з позиції за ротацією, але залишились допомогти новим підрозділам, бо були перші на тій ділянці і знали територію.
|                              | Приїхав розвідбат, і ми зібралися разом йти в розвідку, аби у випадку чого прикрити хлопців та повернутися. Ми дійшли до Ясинуватської розв’язки. Там за кущами стояли сепаратисти, і вони всі кущі пообвішували бляшанками, аби чути, якщо хтось продиратиметься. Розвідники замаскувалися, а ми поверталися назад, до поста лишалося метрів зо 150. Ми бачили, що були «розтяжки», бо помітили сплутані лєски. Але і досі неясно від чого спрацювала ОЗМ, — чи від телефонного сигналу, чи ще від чогось. Факт, що тоді «Узбеку» (Чучаліну) дзвонили військові із сусіднього поста. Після вибуху я відкрив очі — все пищало, все було в тумані, я почав щось кричати… «Дімон» (Свідерський) стояв на колінах весь в крові, Андрію (Карпюку) відірвало ногу. Я ще підповз до них, перев'язав як міг ту ногу, у Чучаліна так і не знайшов пульсу. Рації не працювали, тому я дав автоматну чергу вгору, аби дати зрозуміти, що живий. Дмитро (Степанов) з Суська тим часом вже біг із поста нам на допомогу. Але не добіг — «зірвав» МОН, і його повністю порешетило. Його тіло забрали, аж коли приїхали сапери. |
| — Роман Чаровий, учасник АТО | |

7 квітня на військовому аеродромі Луцька зустріли тіла чотирьох загиблих захисників. Віддати шану «кіборгам» прибули представники «Автомайдану», ГО «Самооборона Волині», ДУК ПС, айдарівці, десантники та просто небайдужі люди. 8 квітня Андрія Карпюка та Дмитра Степанова поховали поряд на сільському кладовищі села Суська.
Залишились батьки і сестра.

## Нагороди та відзнаки
- Орден Богдана Хмельницького III ступеня, — за особисту мужність і високий професіоналізм, виявлені у захисті державного суверенітету та територіальної цілісності України, вірність військовій присязі (31.07.2015, посмертно)[7].
- Нагрудний знак «За оборону Донецького аеропорту» (посмертно).

## Вшанування пам'яті
7 квітня 2016 на подвір'ї ЗОШ I—III ступеня с. Суськ встановлено меморіальну дошку двом випускникам школи, друзям і братам Андрію Карпюку та Дмитру Степанову, які разом пішли на фронт і разом загинули.